# Richard Gothe
Richard Gothe (* 21. Dezember 1928 in Nordhausen; † 17. Januar 1985) war ein deutscher SED-Funktionär. Er war von 1962 bis 1985 Vorsitzender des Rates des Bezirkes Erfurt.

## Leben
Gothe, Sohn eines Tabakwarenhändlers und einer Bäckergesellin, besuchte die Volks-, Mittel- und Oberschule. 1944/45 war er Marinehelfer. Gothe legte 1947 das Abitur ab und erlernte anschließend von 1948 bis 1950 im Kaliwerk „Glück auf“ in Sondershausen den Beruf des Elektrikers. 1949 trat er der SED bei. Ab 1952 arbeitete er als Instrukteur bzw. Abteilungsleiter in der FDJ-Kreisleitung Sondershausen und als Lektor im Landeskabinett der FDJ-Landesleitung Thüringen. Ab 1954 war er als operativer Instrukteur für die Abteilung Leitende Organe der Parteien und Massenorganisationen bzw. als stellvertretender Leiter der Abteilung Organisation-Kader der SED-Bezirksleitung Erfurt tätig. Von 1960 bis 1962 war er Erster Sekretär der SED-Kreisleitung Arnstadt (Nachfolgerin: Edith Weingart). Von 1962 bis 1985 war er schließlich als Nachfolger von Willy Gebhardt Vorsitzender des Rates des Bezirks Erfurt (Nachfolger: Arthur Swatek). 1970 schloss er ein Fernstudium an der Parteihochschule „Karl Marx“ als Diplom-Gesellschaftswissenschaftler ab.
Von 1962 bis 1985 war er zudem Abgeordneter des Erfurter Bezirkstages und Mitglied des Sekretariats der SED-Bezirksleitung Erfurt. Ab 1981 war er Nachfolgekandidat der Volkskammer.

## Auszeichnungen und Ehrungen
- Gothe erhielt 1970 den Vaterländischen Verdienstorden in Bronze sowie 1974 in Silber.
- Nach seinem Tod trug die POS 23 in Erfurt seinen Namen.
- In Nordhausen trug von 1988 bis 1990 die heutige Conrad-Fromann-Straße den Namen Richard-Gothe-Straße.[1][2][3]